# Darkness Descends
Darkness Descends è il secondo album in studio del gruppo musicale statunitense thrash metal Dark Angel, pubblicato nel 1986 dalla Combat Records.

## Tracce
1. Darkness Descends – 5:49
2. The Burning of Sodom – 3:16
3. Hunger of the Undead – 4:19
4. Merciless Death – 4:08
5. Death Is Certain (Life Is Not) – 4:18
6. Black Prophecies – 8:34
7. Perish in Flames – 4:52
8. Merciless Death (live) – (brano incluso nella versione rimasterizzata del 1998) – 3:44
9. Perish in Flames/Darkness Descends (live) – 8:30

## Formazione
- Don Doty – voce
- Jim Durkin – chitarra
- Eric Meyer – chitarra
- Rob Yahn – basso
- Gene Hoglan - batteria